# SEHA-Liga 2020/21
Die SEHA-Liga ist ein supranationaler Handball-Wettbewerb, der in der Saison 2020/21 in seine zehnte Saison geht. Veranstalter ist die South Eastern Handball Association. Die nunmehr acht teilnehmenden Mannschaften der zehnten Saison kamen aus Kroatien, Nordmazedonien, Russland, Serbien, Slowakei, Ukraine, Ungarn und Belarus. Telekom Veszprém sowie Meshkov Brest steigen erst im Viertelfinale mit ein.  

## Teilnehmer
| Wappen | Verein                  | Land           | Bisherige Teilnahmen an der SEHA-Liga                           | Titel                            |
| ------ | ----------------------- | -------------- | --------------------------------------------------------------- | -------------------------------- |
|        | PPD Zagreb              | Kroatien       | 10 (2011, 2012, 2013, 2014, 2015, 2016, 2017, 2018, 2019, 2020) | 1 (2013)                         |
|        | RK Nexe Našice          | Kroatien       | 10 (2011, 2012, 2013, 2014, 2015, 2016, 2017, 2018, 2019, 2020) |                                  |
|        | RK Eurofarm             | Nordmazedonien | 2 (2019, 2020)                                                  |                                  |
|        | RK Vardar Skopje        | Nordmazedonien | 10 (2011, 2012, 2013, 2014, 2015, 2016, 2017, 2018, 2019, 2020) | 5 (2012, 2014, 2017, 2018, 2019) |
|        | RK Vojvodina            | Serbien        | 7 (2013, 2014, 2015, 2017, 2018, 2019, 2020)                    |                                  |
|        | Metaloplastika Šabac    | Serbien        | 3 (2011, 2019, 2020)                                            |                                  |
|        | HT Tatran Prešov        | Slowakei       | 10 (2011, 2012, 2013, 2014, 2015, 2016, 2017, 2018, 2019, 2020) |                                  |
|        | HK Motor Saporischschja | Ukraine        | 2 (2019, 2020)                                                  |                                  |
|        | Telekom Veszprém        | Ungarn         | 5 (2014, 2015, 2016, 2019, 2020)                                | 3 (2015, 2016, 2020)             |
|        | Meshkov Brest           | Belarus        | 9 (2012, 2013, 2014, 2015, 2016, 2017, 2018, 2019, 2020)        |                                  |

## Modus
Im neuen Modus treten acht Teilnehmer in der Hauptrunde in jeweils zwei Ligen à vier Mannschaften jeweils zweimal gegeneinander an. Einmal in heimischer Halle und einmal auswärts. Die ersten beiden Teams aus den beiden Gruppen qualifizieren sich für direkt für das Viertelfinale. Im Achtelfinale treten somit die Mannschaften der Plätze 3 und 4 jeweils mit Hin- und Rückspiel gegeneinander an A3-B4, A4-B3. Die Sieger des Achtelfinales treffen im Viertelfinale auf die jeweiligen Gruppenersten und zweiten. Des Weiteren warten hier noch zwei Gastvereine mit Meshkov Brest und Telekom Veszprém auf ihre Gegner. Die vier Sieger des Viertelfinales qualifizieren sich für das Final Four. Ungewöhnlich für den Handball ist die Punktvergabe in der Liga. Der in der SEHA federführende Handball-Verband Bosnien-Herzegowinas hat dabei das auch in der heimischen Liga angewendete System der sogenannten „englischen Tabelle“ übernommen, in dem es drei Punkte für einen Sieg und einen für ein Remis gibt.

## Vorrunde

### Gruppe A
Tabelle
| Pl. | Verein               | Sp. | S | U | N | Tore    | Diff. | Punkte |
| --- | -------------------- | --- | - | - | - | ------- | ----- | ------ |
| 1.  | PPD Zagreb           | 2   | 2 | 0 | 0 | 051:430 | +8    | 06     |
| 2.  | RK Eurofarm          | 2   | 1 | 0 | 1 | 053:520 | +1    | 03     |
| 3.  | Metaloplastika Šabac | 1   | 0 | 0 | 1 | 026:300 | −4    | 0      |
| 4.  | HT Tatran Prešov     | 1   | 0 | 0 | 1 | 020:250 | −5    | 0      |

Kreuztabelle

Die Kreuztabelle stellt die Ergebnisse aller Ligaspiele der Vorrunde dieser Saison dar. Die Heimmannschaft ist in der linken Spalte, die Gastmannschaft in der oberen Zeile aufgelistet.
| 2019/20              | Metaloplastika | PPD Zagreb | HC Tatran | RK Eurofarm |
| -------------------- | -------------- | ---------- | --------- | ----------- |
| Metaloplastika Šabac |                | 0:0        | 0:0       | 0:0         |
| PPD Zagreb           | 0:0            |            | 25:20     | 26:23       |
| HT Tatran Prešov     | 0:0            | 0:0        |           | 0:0         |
| RK Eurofarm          | 30:26          | 0:0        | 0:0       |             |

### Gruppe B
Tabelle
| Pl. | Verein                  | Sp. | S | U | N | Tore    | Diff. | Punkte |
| --- | ----------------------- | --- | - | - | - | ------- | ----- | ------ |
| 1.  | RK Vardar Skopje        | 2   | 2 | 0 | 0 | 052:470 | +5    | 06     |
| 2.  | HK Motor Saporischschja | 1   | 1 | 0 | 0 | 031:300 | +1    | 03     |
| 3.  | RK Nexe Našice          | 2   | 1 | 0 | 1 | 050:500 | ±0    | 03     |
| 4.  | RK Vojvodina            | 3   | 0 | 0 | 3 | 074:800 | −6    | 0      |

Kreuztabelle

Die Kreuztabelle stellt die Ergebnisse aller Ligaspiele der Vorrunde dieser Saison dar. Die Heimmannschaft ist in der linken Spalte, die Gastmannschaft in der oberen Zeile aufgelistet.
| 2019/20                 | RK Vardar | RK Vojvodina | RK Nexe Nasice |     |
| ----------------------- | --------- | ------------ | -------------- | --- |
| RK Vardar Skopje        |           | 25:21        | 27:26          | 0:0 |
| RK Vojvodina            | 0:0       |              | 0:0            | 0:0 |
| RK Nexe Našice          | 0:0       | 24:23        |                | 0:0 |
| HK Motor Saporischschja | 0:0       | 31:30        | 0:0            |     |